# The Wizarding World of Harry Potter (Universal Orlando Resort)
The Wizarding World of Harry Potter è una grande area tematica dedicata alla saga letteraria di Harry Potter, creata dalla scrittrice J. K. Rowling, che è stata inaugurata il 18 giugno 2010 ad Orlando, Florida.
Il parco sorge all'interno di Universal's Islands of Adventure, parco a tema di proprietà della casa di produzione Universal Pictures, all'interno dell'Universal Orlando Resort, il quale riproduce fedelmente alcuni dei più famosi luoghi immaginari, come ad esempio Jurassic Park.
In The Wizarding World of Harry Potter sono riprodotti i principali luoghi della saga: Hogwarts, Hogsmeade, la Foresta Proibita e molti altri. L'area ospita quattro grandi attrazioni tratte dalle avventure presenti nei libri e nei film: Dragon Challenge, Flight of the Hippogriff, Harry Potter and the Forbidden Journey e Harry Potter and the Escape from Gringotts.
Il 13 giugno del 2019 ha aperto la nuova attrazione Hagrid's Magical Creatures Motorbike Adventure.

## Attrazioni
"The Dragon Challenge" era un duelling inverted coaster, ossia un doppio ottovolante in cui i convogli sono agganciati dall'alto ai binari e i tracciati seguono percorsi che in più punti si avvicinano dando all'ospite la sensazione di scontrarsi con l'altro treno. L'attrazione prende spunto dalla prima prova del Torneo Tremaghi in Harry Potter e il calice di fuoco. L'attrazione ha chiuso nel 2017. 
"Flight of the Hippogriff" è un semplice junior coaster con i vagoni tematizzati a forma di ippogrifo.
"Harry Potter and the Forbidden Journey" è senza dubbio l'attrazione di punta dell'intera area tematica, oltre che di tutto il parco Island of Adventure. Si tratta di un multi motion dark ride ultratematizzato, ambientato nel castello di Hogwarts, in cui si seguono Harry e Ron in un'avventura tra passaggi radenti, draghi e molto altro.
”Hagrid's Magical Creatures Motorbike Adventure” è un’attrazione che permette di salire sul sidecar del custode e guardiacaccia di Hogwarts, sfrecciando a tutta velocità attraverso gli edifici della Scuola di Magia e Stregoneria.
"Harry Potter and the Escape from Gringotts" è una dark ride che permette di viaggiare all'interno della Gringott, la banca dei maghi.